# 盧卡-莫夫昌西卡
48°51′40″N 27°57′19″E / 48.86111°N 27.95528°E
盧卡-莫夫昌西卡（烏克蘭語：Лука-Мовчанська），是烏克蘭的村落，位於該國西南部文尼察州，由日梅林卡區負責管轄，面積2.16平方公里，海拔高度338米，2001年人口640，人口密度每平方公里296.3人。